# Ballistol Universalöl

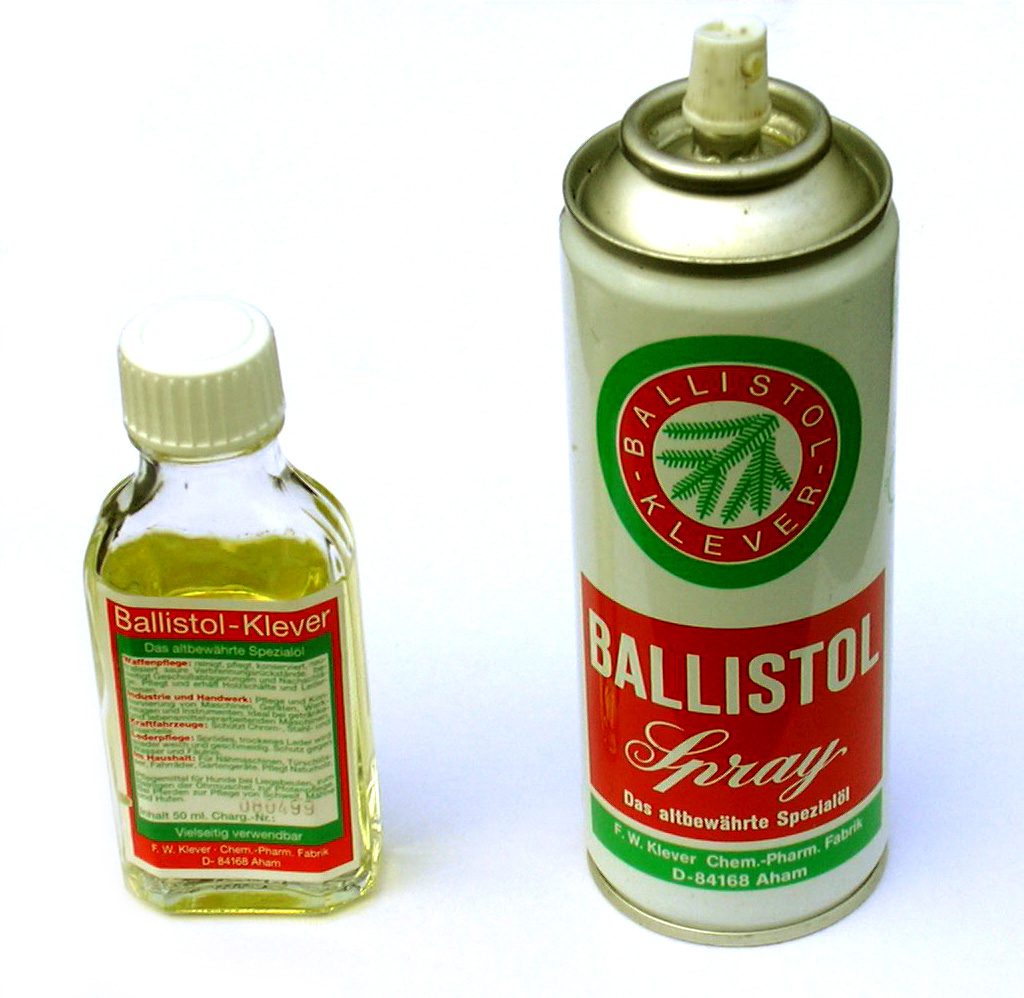
Ballistol flüssig und als Spray

Ballistol ist der Markenname eines Öls, das Helmut Klever 1904 ursprünglich als Waffenöl für das kaiserliche Heer entwickelte. Seitdem wird es weitgehend unverändert hergestellt und ist als „Allzwecköl“ bekannt.
Der Name setzt sich aus den Wörtern Ballistik und oleum (lateinisch für ‚Öl‘) zusammen. Es ist eine Marke der F.W. Klever GmbH Chem.-Pharm. Fabrik in Aham.

## Hersteller
Helmut Wolfgang Klever (1881 – 1970) war Dozent für Chemie an der Technischen Hochschule Karlsruhe. Das von ihm entwickelte Waffenöl produzierte die Fabrik seines Vaters Friedrich Wilhelm Klever, die 1874 gegründete Chemische Fabrik F.W. Klever in Köln. Seit 1990 gehört das 1977 ins bayerische Aham verlegte Unternehmen der Familie Zettler.

## Anwendung
Ursprüngliches Haupteinsatzgebiet von Ballistol ist die Pflege von Schusswaffen zum Zweck der Reinigung, der Schmierung und des Korrosionsschutzes. Ab 1905 wurde es im Deutschen Heer verwendet. Das amerikanische Waffenmagazin Shooting Industry in San Diego beschrieb Ballistol 2022 als eins der „Old-School“-Marken, die immer noch für die Pflege von Schusswaffen sehr gefragt seien.
Daneben wird Ballistol vom Hersteller als Pflegemittel für Holz (Gewehrschäfte) und Leder (Gewehrriemen) empfohlen. Die Mehrheit der heutigen Verbraucher nutzt es für andere Anwendungsbereiche in Haus und Garten. Unter anderem wird es als Pflegemittel für Dichtungen und andere Teile von Motorrädern eingesetzt. Nach Angaben des Herstellers ist das Öl biologisch abbaubar.
Im frühen 20. Jahrhundert wurde Ballistol Universalöl neben der Pflege von Metall, Holz und Leder auch zur Wundversorgung verwendet. Ballistol Universalöl ist bis heute weder als Arzneimittel noch als Medizinprodukt zur Wundtherapie zugelassen und sollte deshalb keine Verwendung bei Wunden finden.

## Zusammensetzung
- Pharmazeutisch reines Weißöl
- Ammoniumoleat
- Kaliumoleat
- Ölsäure
- Alkohole: Isobutanol; 2-Methyl-1-butanol; Benzylalkohol
- Anethol und Benzylacetat zur Parfümierung[11]